# Bulbostylis subtilis
Bulbostylis subtilis är en halvgräsart som beskrevs av M.G.López. Bulbostylis subtilis ingår i släktet Bulbostylis och familjen halvgräs. Inga underarter finns listade i Catalogue of Life.